# Fons Ronald Fraser d'història oral
El fons de l'historiador anglès Ronald Fraser, que pertany a l'Arxiu Històric de la Ciutat de Barcelona, és un recull de tres-cents testimonis reunits entre els anys 1973 i 1975 sobre la Guerra Civil espanyola. Es troba a la seu d'aquesta institució, anomenada la Casa de l'Ardiaca situada al carrer Santa Llúcia de Barcelona.
Els testimonis orals recollits per Ronald Fraser van donar com a resultat una obra clàssica dins la historiografia de la Guerra Civil i dins de la història oral: Recuérdalo tu y recuérdalo a otros. Historia oral de la guerra civil española, (publicada l'any 1979), que es va titular Blood of Spain: An oral History of the Spanish Civil War en la seva versió anglesa.
Aquest és un treball pioner en la utilització d'aquesta metodologia, que concep la història oral com un intent de revelar l'ambient, i les motivacions dels seus protagonistes. Alhora, tracta de fer història de la gent corrent, història vista des de la base, història oral com expressió de les experiències de persones que normalment queden fora de la història. [2]
Ronald Fraser ens diu en el prefaci que el llibre no pretén ser una història general de la Segona República i la Guerra Civil, sinó que el propòsit de la seva obra és destacar un aspecte que havia quedat inèdit als altres estudis sobre la Guerra Civil: l'aspecte subjectiu. [3]
Una de les limitacions de l'obra segons l'autor és que en el marc territorial no es recullen testimonis de tot l'Estat, sinó que s'hi recull de cinc territoris: del bàndol republicà va escollir Catalunya i el Baix Aragó, Madrid i Castella la Nova, el País Basc i Astúries. De la zona franquista, va centrar-se en part d'Andalusia, Castella la Vella i Navarra. Per tant, queden excloses del seu estudi dues zones: Galícia en el bàndol rebel i València en la rereguarda republicana.
Des del punt de vista de la metodologia, cal destacar, a part de la utilització de la tècnica de la història oral, l'entrevista com a principal font en una investigació històrica, i el rigor amb què s'apliquen criteris metodològics i interpretatius. Això fa d'aquest llibre una mostra de com ha de realitzar-se un estudi d'història oral. [4]

## Contingut
El fons Ronald Fraser, que va ser donat per l'hispanista anglès a l'Arxiu Històric de la Ciutat de Barcelona l'any 1983, consta de 270 testimonis enregistrats i 30 sense enregistrar, està totalment transcrit i digitalitzat, i és un dels més consultats de l'àmbit de Fons Orals de l'Arxiu.
Per a la confecció del llibre l'autor només va fer servir un deu per cent del material recollit [5]; per tant, el fons constitueix una font important per a l'estudi d'aquest període. Les condicions d'accés són les del mateix Arxiu, i es fan en aquest cas després d'una petició prèvia per a la seva consulta.
Al Catàleg d'aquest fons, que es pot consultar a la web de l'Arxiu Històric de la Ciutat de Barcelona, es presenten tots els testimonis ordenats alfabèticament, i en registre individual. Cada registre inclou dades bàsiques per a la identificació del document (nom o pseudònim del testimoni, data i lloc de naixement, data i durada de l'enregistrament, localització, transcripció del document i condicions d'accés al document), dades que situen l'entrevista en el context històric i social (la pertinença a un moviment social o polític, els topònims relacionats amb el document, la professió del testimoni i les matèries que es desprenen de la narració) i finalment un breu resum del contingut, amb un petit llistat de bibliografia consultada per a cada testimoni. El Catàleg es complementa amb un índex onomàstic dels testimonis indicant el tema del document. [6]